# Asura unifascia
Asura unifascia là một loài bướm đêm thuộc phân họ Arctiinae, họ Erebidae.